# فالق الانفصال

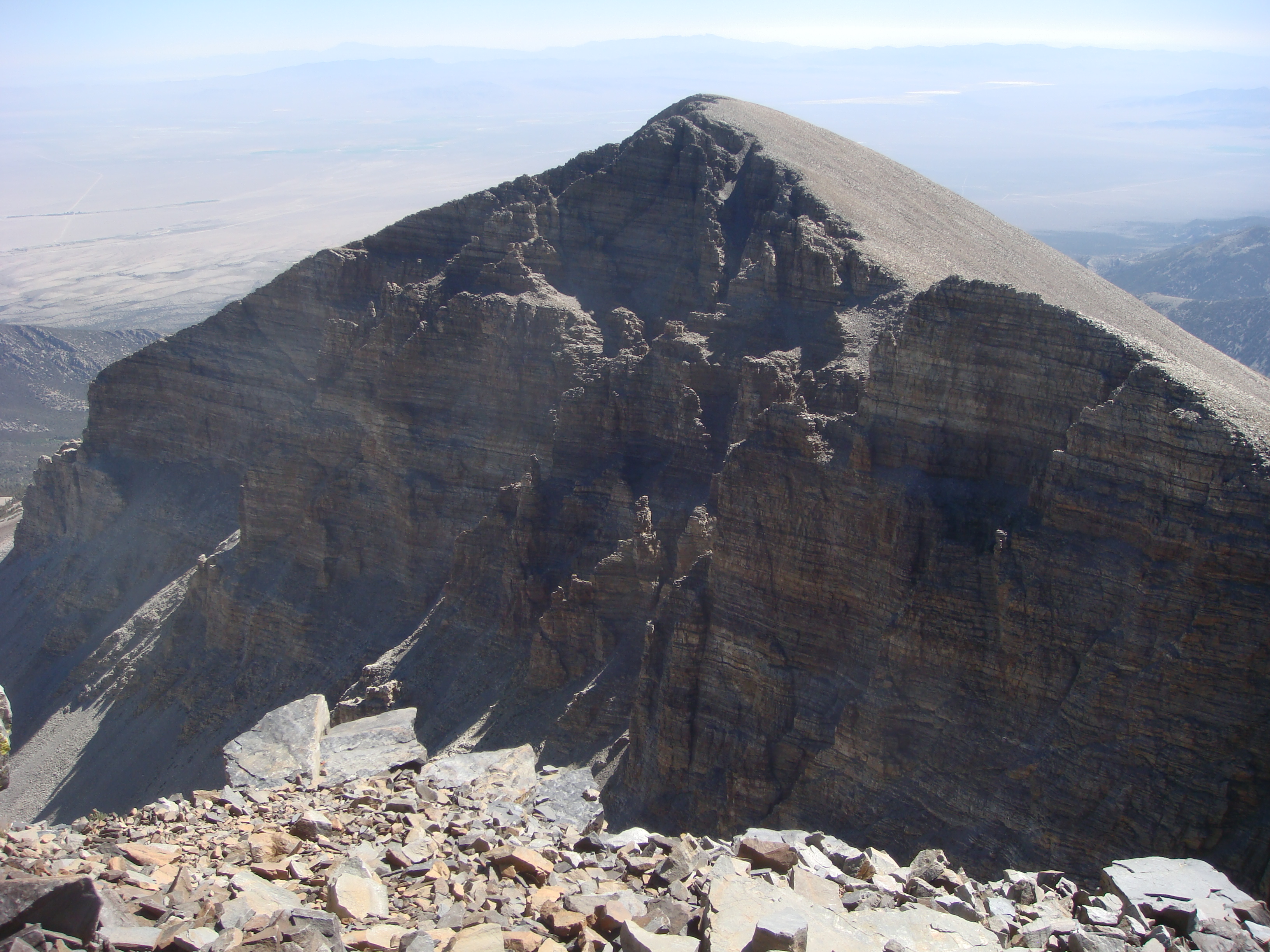
منظر لدوسو دويابي، سلسلة جبال الأفعى، نيفادا، والتي تشكلت بسبب تفلق انفصالي.

يرتبط فالق الانفصال بالتكتونية التوسعية واسعة النطاق. غالبًا ما يكون لفوالق الانفصال إزاحات كبيرة جدًا (عشرات الكيلومترات) وجدران معلقة غير متغيرة الشكل مقابل جدران سفلى متحولة متوسطة إلى عالية الجودة تسمى مجمعات النواة المتحولة. يُعتقد أنها تشكلت إما على شكل هياكل منخفضة الزاوية في البداية أو عن طريق دوران الفوالق الطبيعية ذات الزاوية العالية في البداية والتي عُدلت أيضًا من خلال التأثيرات المتوازنة للتعرق التكتوني. تتضمن أمثلة فالق الانفصال ما يلي:
- نظام فصل سلسلة جبال الأفعى في مقاطعة الحوض والسلسلة في غرب أمريكا الشمالية والذي كان نشطًا خلال العصر الميوسيني.
- انفصال نوردفيورد-سوغن [الإنجليزية] في غرب النرويج والذي كان نشطًا خلال العصر الديفوني[1]
- انفصال ويبل [الإنجليزية] في جنوب شرق كاليفورنيا [2]

عُثر على فوالق الانفصال في قاع البحر بالقرب من حدود الصفائح المتباينة التي تتميز بإمدادات محدودة من الصهارة المتصاعدة مثل الحيد الهندي الجنوب الغربي. ترتبط فوالق الانفصال هذه بتطوير بنى مجمع النواة المحيطية

## فوالق الانفصال القاري
تسمى فوالق الانفصال القاري أيضًا بالانفصال القصي، وفوالق التعرق، والفوالق العادية ذات الزاوية المنخفضة (LANF) وأسطح الخلع.  أثارت طبيعة الزاوية المنخفضة لهذه الفوالق الطبيعية جدلاً بين العلماء، تمحور حول ما إذا كانت هذه الفوالق قد بدأت بزوايا منخفضة أو دُوّرت من زوايا شديدة الانحدار في البداية. توجد فوالق من النوع الأخير، على سبيل المثال، في منطقة يرينغتون في ولاية نيفادا. هناك، يأتي الدليل على دوران مستوى الفالق من السدود البركانية المائلة. ومع ذلك، يختلف مؤلفون آخرون على أنها تسمى فوالق الانفصال. حددت مجموعة من العلماء فوالق الانفصال على النحو التالي:
«العناصر الأساسية لفوالق الانفصال التوسعية، كما يستخدم المصطلح هنا، هي الزاوية المنخفضة للميل الأولي، ومن النطاق دون الإقليمي إلى الإقليمي للتطور، وعمليات الإزاحة المتعدية الكبيرة، وبالتأكيد تصل إلى عشرات الكيلومترات في بعض الحالات.»
يمكن العثور على فوالق من هذا النوع (الزاوية المنخفضة في البداية) في جبال ويبل بكاليفورنيا وجبال مورمون في نيفادا.
تبدأ في العمق في مناطق التدفق داخل القشرة، حيث تتشكل النايسات النخاعية. يكون القص على طول الصدع مطيلًا في الأعماق المتوسطة إلى المنخفضة من القشرة، ولكنه هش في الأعماق الضحلة. يمكن لجدار القدم نقل النيسات المايلونية من مستويات القشرة السفلية إلى مستويات القشرة العليا، حيث تصبح كلوريتية ومتكسرة.
يمكن قطع الجدار المعلق، المكون من مادة قشرية ممتدة، رقيقة وهشة، من خلال العديد من الفوالق العادية. هذه إما أن تندمج في فالق الانفصال على العمق أو تنتهي ببساطة عند سطح فالق الانفصال دون ضحل. يمكن أن يؤدي تفريغ الجدار التحتية إلى رفع متوازٍ وقيد المواد الأكثر مرونة تحتها.
لا يتم تفسير الفالق العادي للزاوية المنخفضة بواسطة ميكانيكا الفالق الأنرسوني. ومع ذلك، يمكن تسهيل الانزلاق على الفوالق العادية ذات الزاوية المنخفضة عن طريق ضغط السوائل، وكذلك من خلال ضعف المعادن في صخور الجدار. قد تبدأ فوالق الانفصال أيضًا في أسطح صدع الدفع المعاد تنشيطها. 

## فوالق الانفصال المحيطية
تحدث فوالق الانفصال المحيطية عند انتشار الحواف حيث لا يكون النشاط الصهاري كافيًا لتقدير معدل انتشار الصفيحة بالكامل. تتميز بقباب طويلة موازية لاتجاه الانتشار (مجمعات النواة المحيطية للجدار السفلي). يمكن أن يتراوح الانزلاق في هذه الفوالق من عشرات إلى مئات الكيلومترات. لا يمكن استعادتها من الناحية الهيكلية، لأن الانزلاق على الصدع يتجاوز سمك القشرة المحيطية (حوالي 30 كم مقارنة بـ ~ 6 كم، على سبيل المثال). 
أثناء حدوثها في مراكز انتشار عميقة نسبيًا، تتأثر الجدران التحتية لهذه الفوالق الانفصالية بالصهارة أكثر من المناطق القارية. في الواقع، غالبًا ما يتم إنشاؤها عن طريق «الصب المستمر»: يتم إنشاء جدار تحتي جديد باستمرار بواسطة الوشاح أو الذوبان من غرفة الصهارة حيث يحدث الانزلاق على الصدع. يهيمن الغابرو والبريدوتيت على الصخر، مما أدى إلى معادن الزبرجد الزيتوني والسربنتين والتلك والبلاجيوجلاز. هذا على النقيض من الأماكن القارية، حيث تتركز المعادن في الكوارتز والفلسبار. يتغير الجدار التحتي أيضًا على نطاق واسع بدرجة أكبر من حيث الحرارة المائية مقارنة بالمناطق القارية.
على عكس العديد من فوالق الانفصال في الإعدادات القارية، فإن فوالق الانفصال المحيطي عادة ما تكون عبارة عن فوالق عادية في المفصلات، تبدأ في زوايا أعلى وتدور إلى زوايا منخفضة. 